# Steve MacIntyre
Steve MacIntyre (* 8. August 1980 in Brock, Saskatchewan) ist ein ehemaliger kanadischer Eishockeyspieler, der im Verlauf seiner aktiven Karriere zwischen 1997 und 2020 unter anderem 91 Spiele für die Edmonton Oilers, Florida Panthers und Pittsburgh Penguins  in der National Hockey League (NHL) auf der Position des linken Flügelstürmers bestritten hat. Den Großteil seiner aktiven Laufbahn verbrachte MacIntyre, der den Spielertyp des Enforcers verkörperte, jedoch in den nordamerikanischen Minor Leagues, wo er jeweils über 200 Partien in der American Hockey League (AHL) und ECHL absolvierte.

## Karriere

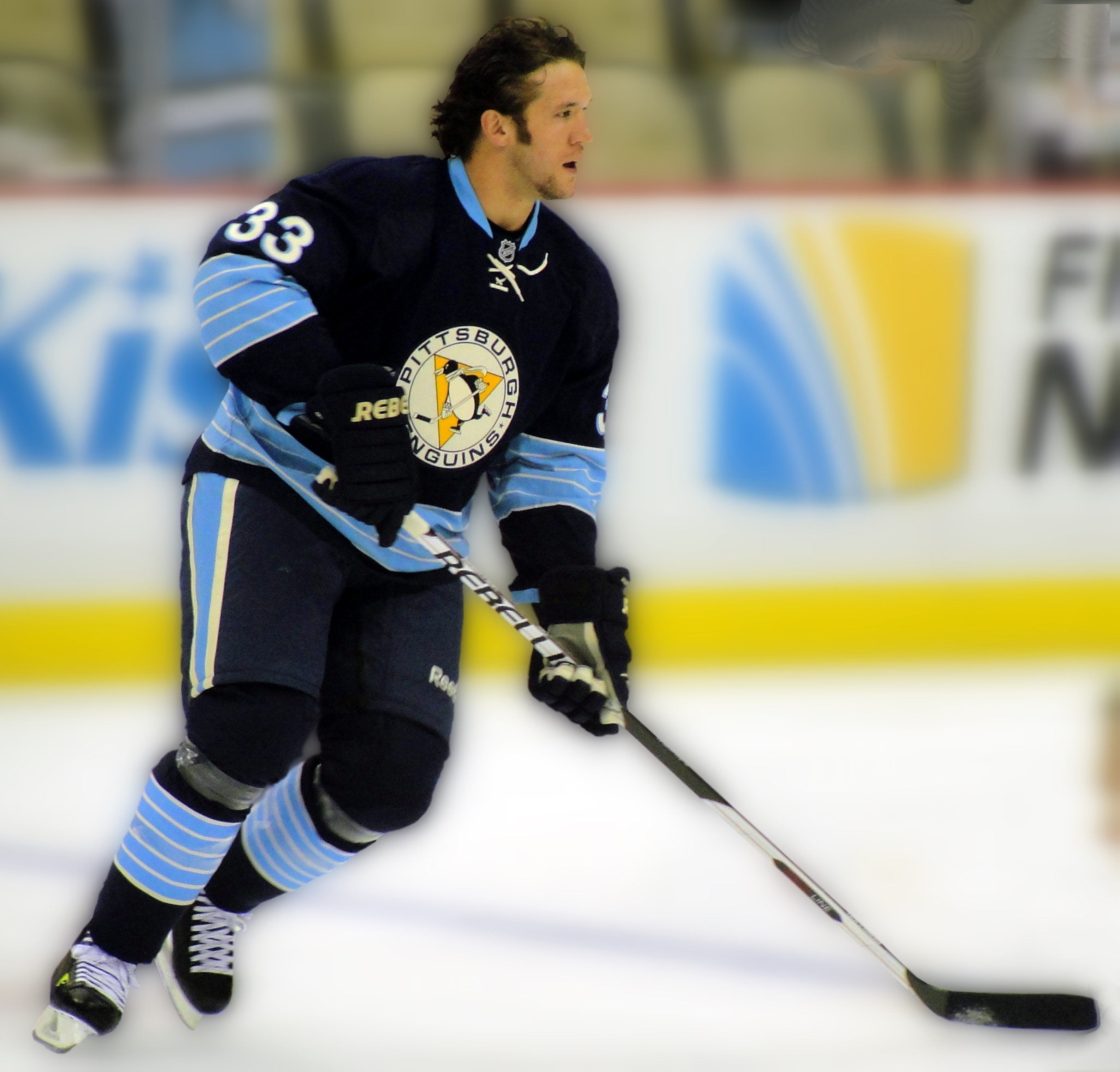
MacIntyre im Trikot der Pittsburgh Penguins (2011)

MacIntyre begann seine Karriere als Eishockeyspieler in der Western Hockey League, in der er von 1998 bis 2000 für die Saskatoon Blades, Red Deer Rebels und Prince Albert Raiders spielte. Nach einem Jahr, in dem MacIntyre mit dem Eishockey pausierte, stand er im Spieljahr 2001/02 bei den Bay County Blizzard aus der Continental Elite Hockey League und Muskegon Fury aus der United Hockey League unter Vertrag. In der folgenden Spielzeit stand der Kanadier in der Ligue Nord-Américaine de Hockey für die St. Jean Mission und weiterhin in der UHL für Muskegon Fury auf dem Eis. Anschließend folgten drei Jahre in der Organisation der New York Rangers, in denen der Angreifer für das Hartford Wolf Pack aus der American Hockey League und die Charlotte Checkers aus der ECHL spielte.
Nachdem MacIntyre je eine Spielzeit bei den Quad City Mallards in der UHL und den Providence Bruins aus der AHL unter Vertrag gestanden hatte, nahmen ihn die Edmonton Oilers im Sommer 2008 wegen einer Überschreitung der Gehaltsobergrenze unter Vertrag. Sein erstes Tor in der National Hockey League erzielte er am 13. Januar 2009 gegen die Washington Capitals. Im November 2009 wurde MacIntyre von den Oilers auf dem Waiver platziert, von dem dieser von den Florida Panthers verpflichtet wurde. Im Juli 2010 wechselte er zurück zu den Edmonton Oilers. Nach nur einer Saison bei den Oilers wechselte er im nach der Saison 2010/11 zu den Pittsburgh Penguins. Im September 2013 wurde MacIntyre von den Penguins ebenfalls auf dem Waiver platziert, von dem dieser erneut von den Edmonton Oilers verpflichtet wurde. In der Folge wurde er jedoch lediglich in der AHL bei den Oklahoma City Barons. Seine letzte Profispielzeit absolvierte der Kanadier in der Saison 2014/15 bei den Norfolk Admirals und Utah Grizzlies.
In der Folge pausierte MacIntyre zwei Spielzeiten, um danach zwischen 2017 und 2020 sporadisch in der Federal (Prospects) Hockey League für die Carolina Thunderbirds zu spielen.

## Karrierestatistik

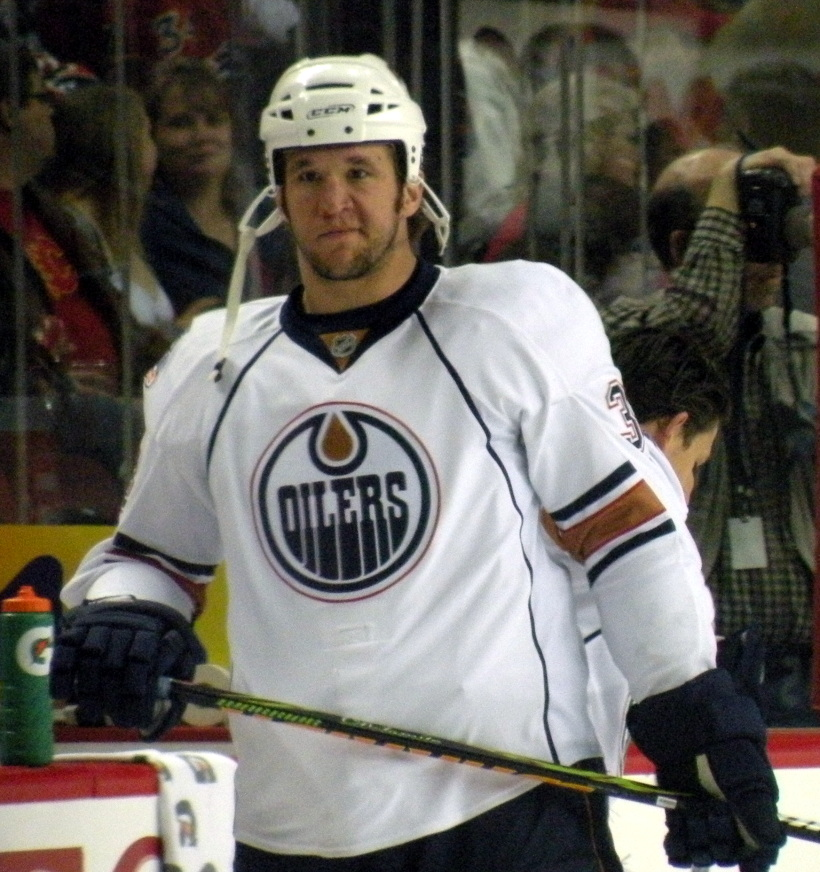
MacIntyre als Spieler der Edmonton Oilers (2009)

(Legende zur Spielerstatistik: Sp oder GP = absolvierte Spiele; T oder G = erzielte Tore; V oder A = erzielte Assists; Pkt oder Pts = erzielte Scorerpunkte; SM oder PIM = erhaltene Strafminuten; +/− = Plus/Minus-Bilanz; PP = erzielte Überzahltore; SH = erzielte Unterzahltore; GW = erzielte Siegtore; 1 Play-downs/Relegation; Kursiv: Statistik nicht vollständig)